# 1096
1096 (MXCVI) var ett skottår som började en tisdag i den julianska kalendern.

## Händelser

### Okänt datum
- Tionde införs på Island.
- Den första dokumenterade föreläsningen på universitetet i Oxford hålls.
- Bernardus Gelduinus utför en Kristusrelief i katedralen Saint-Sernin i Toulouse i Frankrike.
- Det första korståget inleds.
  - Religiös fanatism under första korståget leder till de första kända pogromerna i Europa: Rhenlandsmassakrerna.

## Födda
- Galdino della Sala, helgon i romersk-katolska kyrkan.
- Stefan av Blois, kung av England 1135–1154 (född omkring detta år, 1092 eller 1097)

## Avlidna
- Eudokia Makrembolitissa, bysantinsk kejsarinna.
- Minna av Worms, judisk martyr.